# Tiliqua
Tiliqua és un gènere de sauròpsids (rèptils) de la família dels escíncids. És molt proper als gèneres Cyclodomorphus i Hemisphaeriodon. Totes les espècies viuen al continent australià, tret de T. gigas, que es troba a Nova Guinea i diverses illes d'Indonèsia. Una subespècie de T. scincoides també viu en diverses illes indonèsies petites situades entre Austràlia i Nova Guinea. T. nigrolutea és l'única espècie present a Tasmània. A part de T. adelaidensis, les espècies d'aquest gènere són llangardaixos relativament grans (de fins a 45 cm de llargada), de constitució lleugera i amb potes curtes.

## Taxonomia
- Tiliqua adelaidensis
- Tiliqua gigas
- Tiliqua multifasciata
- Tiliqua nigrolutea
- Tiliqua occipitalis
- Tiliqua rugosa
- Tiliqua scincoides, o escinc de llengua blava